# Robert Merrillees
Robert S. Merrillees (né le 25 juillet 1938) est un ancien diplomate et archéologue australien. Ses mémoires Diplomatic Digs sont publiés en 2012.

## Biographie
Merrillees rejoint la fonction publique australienne au ministère des Affaires extérieures en 1964.
Au début des années 1970, Merrillees, avec sa femme et leurs deux filles, participe à l'expédition de l'Université Columbia à Phlamoudhi, à Chypre, dirigée par Edith Porada. Se remémorant les deux saisons de fouilles auxquelles la famille participe, Merrillees décrit l'expérience comme « inoubliable », leur laissant « un sentiment d'accomplissement, des amitiés durables et une nostalgie du passé ».
La première nomination de Merrillees au poste d'ambassadeur a lieu en 1983, à Tel Aviv, où il est ambassadeur d'Australie en Israël jusqu'en 1987.
En février 1990, Merrillees conduit une équipe au Cambodge pour tenir des pourparlers avec des responsables du gouvernement de Phnom Penh en vue d'un accord de paix. Le mois suivant, Merrillee se rend à Washington, New York, au Canada et à Paris pour poursuivre les discussions sur un règlement cambodgien.
En octobre 1991, Merrillees est nommé ambassadeur d'Australie en Suède et ambassadeur non résident en Finlande. Son mandat dure jusqu'en 1995, date à laquelle il est nommé ambassadeur d'Australie en Grèce. Ayant commencé son affectation à Athènes en janvier 1996, Merrillees est rappelé prématurément de son poste, en 1998, et prend une retraite anticipée.
Merrillees est élu membre correspondant de l'Académie australienne des sciences humaines en 1992.

## Famille
La fille aînée de Merrillees, Antoinette, rejoint également rejoint le ministère australien des Affaires étrangères et, en 2016, est chargée d'affaires à Berlin. Elle est mariée au représentant permanent de l'Australie auprès des Nations Unies, James Larsen, ancien ambassadeur d'Australie en Israël et en Turquie.
La fille cadette de Merrillees, Dolla Merrillees est directrice du Musée des arts appliqués et des sciences, du Powerhouse Museum, de l'Observatoire de Sydney et du Museums Discovery Centre à Sydney. Elle est également l'auteur du livre The Woodcutter's Wife: A Stepmother's Tale, l'histoire de ses difficultés à devenir belle-mère.